# BEMO Modelleisenbahnen
Die BEMO Modelleisenbahnen GmbH u. Co KG ist ein deutscher Modellbahnhersteller mit Hauptstandort in Uhingen in Baden-Württemberg.

## Geschichte
Das Unternehmen wurde 1976 von Harald Göbel, einem ehemaligen Mitarbeiter des 1975 in Konkurs geratenen Modellbahnherstellers Röwa gegründet. Mit der Ankündigung auf der Nürnberger Spielwarenmesse 1976 zur Fertigung des ersten Schmalspurmodells in Großserientechnologie, einer Drehgestell-Diesellok V51/V52, war der Startschuss gefallen. Passende Wagen und ein erstes Dampflokmodell als Bausatz in Weißmetall/Messingguß-Bauweise erlaubten es wenig später, ein Stück württembergische Nebenbahnromantik auf die heimische Modellbahnanlage zu holen.
1978 kam mit der E-Lok Ge 4/4 I und Einheitswagen I die in der Ostschweiz heimische Bündner Meterspurbahn RhB ins Programm, deren umfangreicher Fahrzeugpark in den Folgejahren als Vorlage für zahlreiche Modelle diente. Von Beginn an legte man Wert auf vorbildentsprechende Bedruckung der Fahrzeuge mit verschiedenen Betriebsnummern oder Wappen und individuellen Details sowie für verschiedenen Epochen. Später kamen die Modelle anderer schmalspuriger Gebirgsbahnen in der Schweiz, etliche Dampfloks sächsischen Vorbilds und sogar einzelne Normalspurfahrzeuge wie die Triebwagen der Baureihen 624/634 und 650 (Regioshuttle) bzw. zwei Schweizer Dampflokmodelle in Metallbauweise hinzu.
1981 wurde das Schmalspurprogramm von Merker und Fischer übernommen.

## Aktuelle Produktion
Das Bemo-Sortiment umfasst vor allem Fahrzeugmodelle der Spur H0m, H0e (Nenngröße H0) im Maßstab 1:87 sowie 0m (Nenngröße 0) im Maßstab 1:43,5 nach Vorbildern schweizerischer Meterspurbahnen sowie sächsischer und württembergischer Schmalspurbahnen.
Fahrzeugmodelle nach österreichischen Vorbildern und Modelle in der Spur H0 und in Spur N im Maßstab 1:160 runden das Angebot ab.
Die Großserienmodelle werden aus Kunststoff, Kleinserienmodelle in Messing und Bausätze und Fertigmodelle aus Weißmetall hergestellt und angeboten. Seit 1976 wird in Uhingen produziert, bis auf einige für die Zugbildung wichtige Fahrzeuge die trotz geringer Stückzahlerwartung bzw. minimalem Variantenpotential in Zusammenarbeit mit einem ausländischen Partner angeboten werden, wobei die Entwicklung dieser Modelle in Uhingen erfolgt.

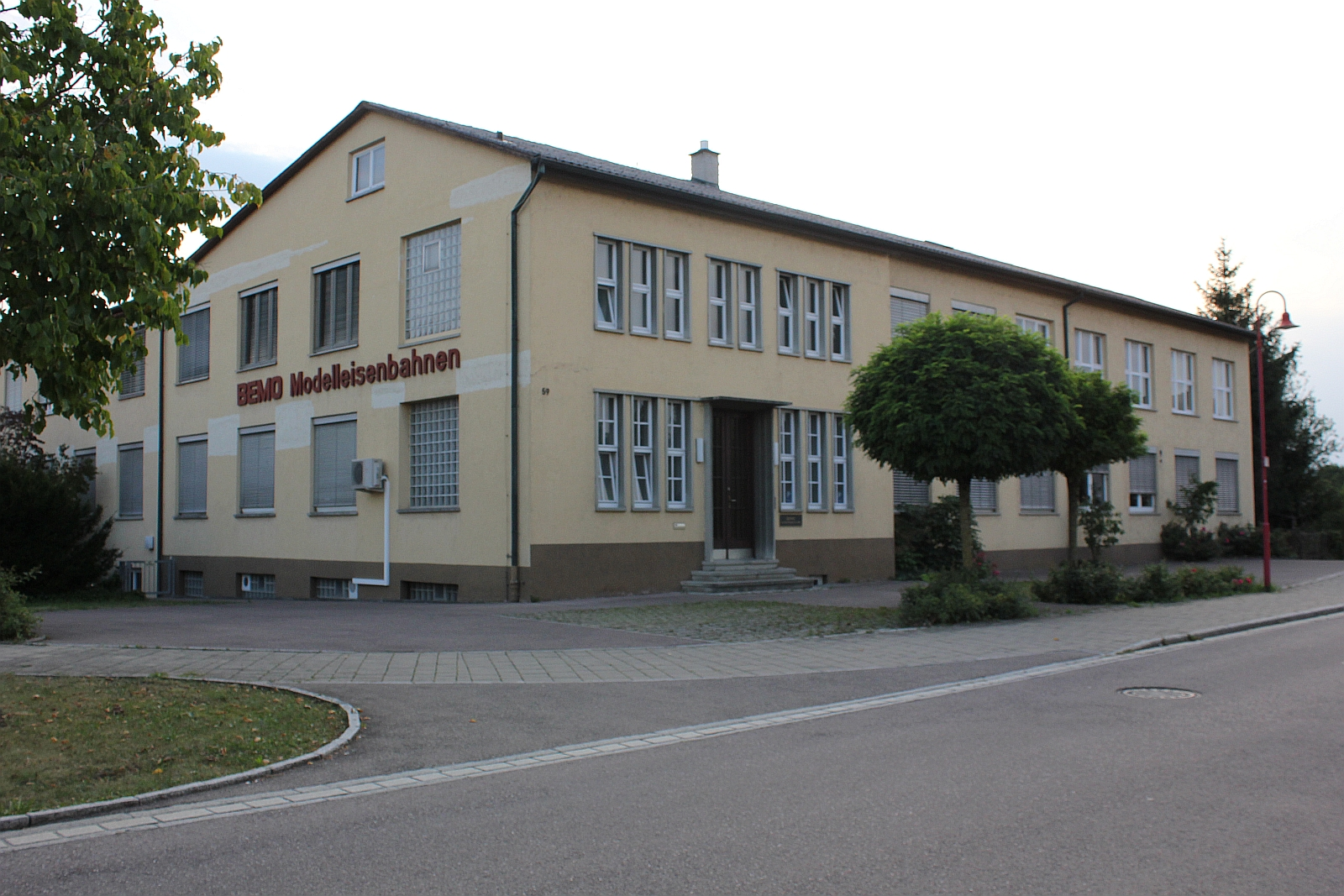
Fabrikgebäude der BEMO-Modelleisenbahnen in Uhingen
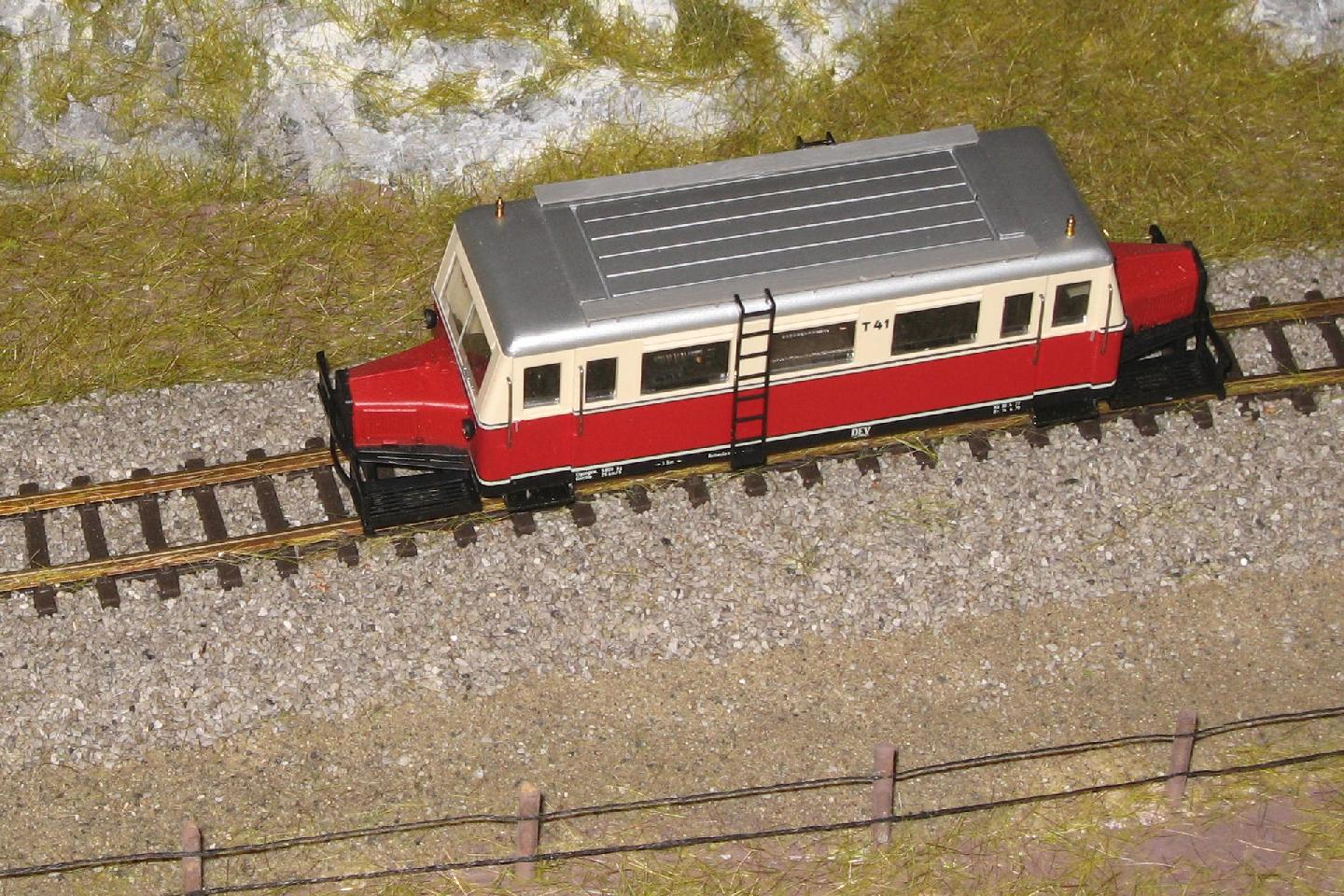
Ausschnitt eines Dioramas mit einem Wismarer Schienenbus in der Spur H0m
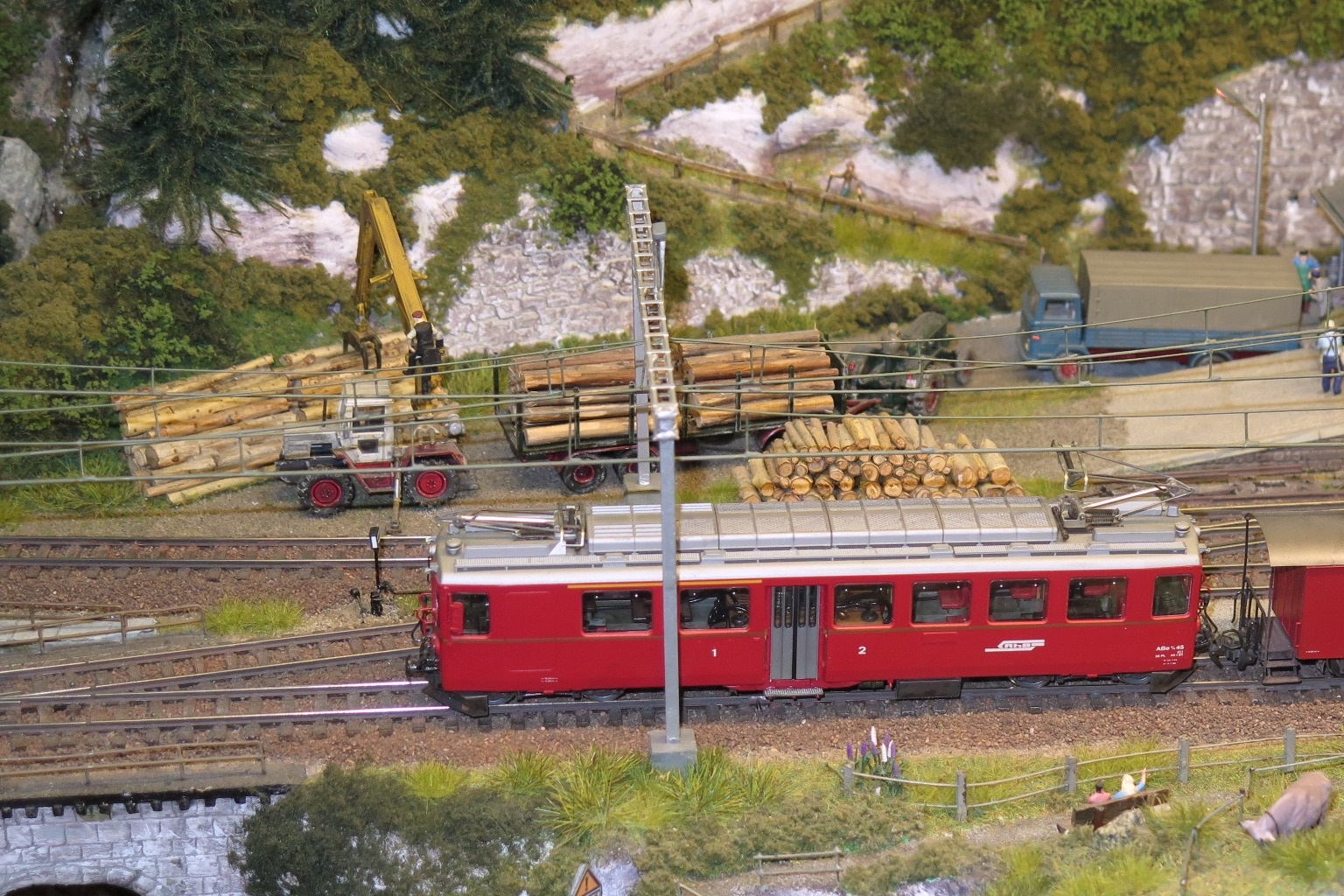
Triebwagen der Rhätischen Bahn (RhB) in der Spur H0m
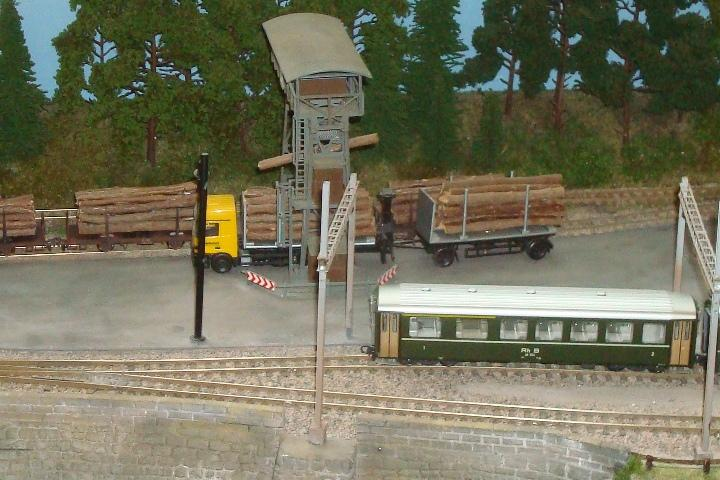
Ausschnitt einer Modulanlage der Rhätischen Bahn (RhB) in der Spur H0m